# Béla Weissmahr

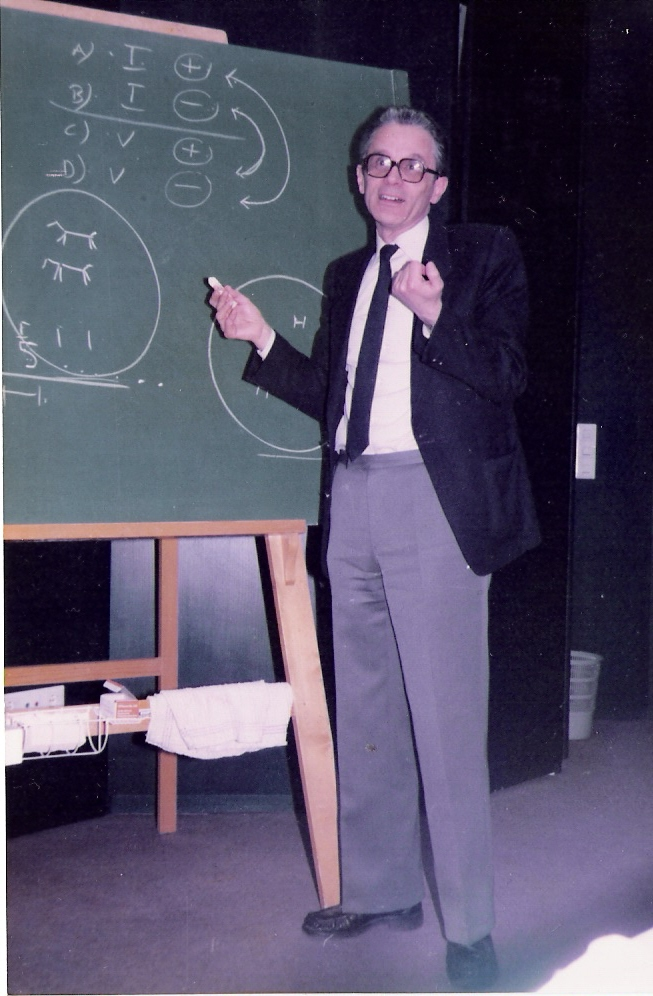
Pater Weissmahr 1982 bei der Erklärung des Universalienproblems

Béla Weissmahr (* 9. September 1929 in Budapest; † 28. April 2005 in München) war ein ungarischer Jesuit und Philosoph.

## Leben
Weissmahr trat 1945 in die Marianische Kongregation ein, absolvierte 1947 das Abitur und wurde anschließend Mitglied des Jesuitenordens.
Nachdem der Orden im Jahre 1950 in Ungarn aufgelöst worden war, studierte Weissmahr von 1950 bis 1952 Philosophie und Theologie im Priesterseminar in Szeged. 1952 wurde Béla Weissmahr zusammen mit allen anderen ehemaligen Jesuiten aus dem Priesterseminar entlassen. Um eine legale Existenz zu haben – wer als Arbeitsfähiger nicht in dem sozialistischen Arbeitsprozess eingegliedert war, wurde interniert –, machte er eine Lehre als Metallarbeiter und war zwei Jahre lang als Fräser beschäftigt. Zugleich legte er in dieser Zeit ordensintern die Prüfung de universa philosophia ab. Nach dem Tod Stalins im Jahre 1954 entspannte sich die politische Lage etwas und so wurde es für ihn möglich, an der Theologischen Akademie in Budapest als Laientheologe weiter zu studieren. Nach der Niederwerfung des Aufstandes von 1956 verließ Béla Weissmahr Ungarn. Er wurde an die theologische Fakultät der holländischen Jesuiten in Maastricht entsandt und dort 1958 zum Priester geweiht.
Von 1960 bis 1966 erteilte er Theologieunterricht in Indonesien und kehrte 1967 nach Europa zurück, wo er 1971 in Rom mit der Dissertation Gottes Wirken in der Welt – ein Diskussionsbeitrag zur Frage der Evolution und des Wunders promovierte. 1971 kam er nach München und las zunächst Philosophische Gotteslehre und ab 1972 auch Metaphysik an der Hochschule für Philosophie München. 1980 wurde er zum ordentlichen Professor ernannt.
Béla Weissmahr hat gerade mit seiner Metaphysikvorlesung, die durch große Spontaneität und lebhaften Austausch mit der Studentenschaft geprägt war, die geistige Atmosphäre der Hochschule für Philosophie über Jahrzehnte geprägt.

## Philosophie
Weissmahrs Denken wurde durch den transzendentalen Neuthomismus der Maréchal-Schule beeinflusst. Diesen verband er mit verschiedenen Anregungen Karl Rahners und später Hegels zu einer stark dialektisch geprägten Metaphysik. Weissmahrs Kernanliegen war es, die Interdependenzen der gesamten Wirklichkeit, das Verhältnis zwischen Gott, der Welt und dem Menschen einsichtig zu machen. Seinen metaphysischen Ansatz versuchte er mit den Ergebnissen der Naturwissenschaften zu erhärten. So deutete er die Evolutionstheorie mit der in der Eigentätigkeit jedes Seienden geschehenden „Selbstüberbietung“, ein Konzept, das er zugleich zum Ausgangspunkt eines eigenen philosophischen Arguments für die Existenz Gottes machte.

### Selbstbegründung der Metaphysik
Ein grundlegendes Anliegen der philosophischen Tätigkeit Weissmahrs war die Selbstbegründung der Metaphysik durch das Argument der Retorsion.
Eine Aussage ist dann retorsiv widerlegt, wenn zwischen dem Inhalt der Aussage und dem Vollzug der Aussage ein so genannter performativer Widerspruch besteht. Dieser Vergleich von Aussageinhalt und Aussagevollzug ist deshalb möglich, weil der Aussagevollzug einen impliziten Bedeutungsgehalt enthält, der sich sprachlich (in Form von nachträglichen Aussageinhalten) explizieren lässt: „… dem performativ Mitgeteilten [kommt] auch eine semantische, d. h. Bedeutungsfunktion zu“.
Weissmahr wendet diese Argumentationsweise an, um die Möglichkeit der Metaphysik als einer nicht empirisch, sondern transzendental verfahrenden Wissenschaft zu begründen. Metaphysik ist diejenige Wissenschaft, die die in jeder Aussage vollzugsmäßig mitgesetzten Bedingungen der Möglichkeit von Aussagen begrifflich entfaltet. Im Aussagevollzug meldet sich demgemäß eine “transzendentale Erfahrung”, die eine wissenschaftliche Metaphysik zu explizieren hat. Die Artikulation dieser transzendentalen Erfahrung kulminiert im Begriff “Sein” und dessen Eigentümlichkeit, die in ihren verschiedenen Aspekten das zentrale Thema der Metaphysik bilden. Zentrale Fragen betreffen das Verhältnis von Identität und Differenz des Seienden (die so genannte analogia entis) und den Bezug von Denken und Sein.
Weissmahr, ein leidenschaftlicher Verfechter der transzendentalphilosophischen Metaphysik, hat sich über das Unzeitgemäße seiner Betrachtungen in einer Welt, in der die empirischen Wissenschaften als Leitwissenschaften fungieren (was sich in der Philosophie in Gestalt des Naturalismus zeigt), keine Illusionen gemacht. Der Schlusssatz seines letzten Buches lautet: „Wo das aber nicht zutrifft [d.h. wo das “Zeugnis der Subjektivität”, das sich im Aussagevollzug bekundet, nicht in seiner ontologischen Bedeutung erfasst wird], dort dürften die vorgelegten Überlegungen höchstens ein herablassend gütiges Kopfschütteln hervorbringen.“

## Schriften
- Gottes Wirken in der Welt. Ein Diskussionsbeitrag zur Frage der Evolution und des Wunders. Knecht, Frankfurt am Main 1973, ISBN 3-7820-0287-3.
- mit Otto Knoch: Natürliche Phänomene und Wunder. In: Christlicher Glaube in moderner Gesellschaft. Teilband 4. Freiburg im Breisgau 1982.
- Philosophische Gotteslehre. 2. Auflage. Kohlhammer, Stuttgart 1994, ISBN 3-17-013126-5.
- Ontologie. 2. Auflage. Kohlhammer, Stuttgart 1991, ISBN 3-17-011775-0.
- Die Wirklichkeit des Geistes. Kohlhammer, Stuttgart 2006, ISBN 3-17-018884-4.
- Letztbegründung. Metaphysische Schriften aus dem Nachlass. Kohlhammer, Stuttgart 2015, ISBN 978-3-17-028341-1.